# New London (Connecticut)
Pour les articles homonymes, voir New London.
New London est un port maritime de l'estuaire de la Thames, situé dans l'État du Connecticut (États-Unis). La ville était le siège du comté de New London, jusqu'à la suppression des sièges de comté des États de la Nouvelle-Angleterre en 1960.
New London comptait 27 620 habitants lors du recensement de l'an 2010.

## Histoire
Initialement appelé Nameaug par les indiens Pequot, le territoire de la ville fut transformé en un campement anglais par John Winthrop, Jr. en 1646, en faisant le 13e campement anglais du Connecticut. Le 10 mars 1658, la ville fut officiellement baptisée New London.
Le port fut considéré comme le meilleur port en eaux profonde de Long Island Sound, et par conséquent, New London devint une base navale américaine pendant la guerre d'indépendance des États-Unis.
Pendant plusieurs dizaines d'années au début du XIXe siècle, New London fut le second plus gros port de pêche à la baleine du monde après New Bedford, dans le Massachusetts. La Marine américaine y installa en 1868 une base navale, qui devint un centre de recherche actif sur les submersibles au cours de la Première Guerre mondiale.

## Géographie
Considérant uniquement les territoires terrestres, New London est l'une des plus petites villes du Connecticut. Sur les 10,61 milles carrés (27,48 km2) que compte la ville, seulement 5,62 milles carrés (14,56 km2) sont des terres.
Entre 1705 et 1801, plusieurs sections de la ville originales ont été cédées afin de former d'autres villes. Les villes de Groton, Ledyart, Montville et Waterford; ainsi qu'une partie de Salem et East Lyme occupent aujourd'hui des territoires qui firent un jour parti de New London.
New London est entourée au nord par la ville de Waterford, à l'ouest par Groton et l'estuaire de la Thames, et au sud par le détroit de Long Island.

## Démographie
| 1800  | 1810  | 1820  | 1830  | 1840  | 1850  |
| ----- | ----- | ----- | ----- | ----- | ----- |
| 5 150 | 3 238 | 3 330 | 4 335 | 5 519 | 8 991 |

| 1860   | 1870  | 1880   | 1890   | 1900   | 1910   |
| ------ | ----- | ------ | ------ | ------ | ------ |
| 10 115 | 9 576 | 10 537 | 13 757 | 17 548 | 19 659 |

| 1920   | 1930   | 1940   | 1950   | 1960   | 1970   |
| ------ | ------ | ------ | ------ | ------ | ------ |
| 25 688 | 29 640 | 30 456 | 30 551 | 34 182 | 31 630 |

| 1980   | 1990   | 2000   | 2010   | - | - |
| ------ | ------ | ------ | ------ | - | - |
| 28 842 | 28 540 | 25 671 | 27 620 | - | - |

## Personnalités nées ou ayant vécu à New London
- Eugene O'Neill, poète et dramaturge
- John McCain, sénateur et chef présidentiel
- John S. McCain, Jr. , amiral quatre étoiles de la United States Navy
- Nathan Hale,  soldat et espion de l'Armée continentale
- Amy Brenneman, actrice américaine
- Glenne Headly, actrice américaine
- Dawn Robinson, chanteuse afro-américaine
- Casandra Elizabeth Ventura chanteuse danseuse, mannequin et actrice américain
- Hannah Ocuish (1774-1786), amérindienne condamnée à mort
- Casey Neistat, vidéaste, réalisateur, producteur de cinéma,
- Ken Kelly (1946-2022), peintre et  illustrateur américain d'heroic fantasy.